# Misamis Oriental
Misamis Oriental ist eine Provinz der Philippinen im Norden der Insel Mindanao. Sie ist politisch dem Bezirk X Northern Mindanao zugeordnet.
Die Provinzhauptstadt heißt Cagayan de Oro. Der Gouverneur der Provinz ist Yevgeny Vicente B. Emano.

## Geographie

Lage von Misamis Oriental

Misamis Oriental liegt im zentralen nördlichen Bereich der Insel Mindanao. Die Provinz grenzt an Lanao del Norte und Bukidnon im Süden, an Agusan del Norte und Agusan del Sur im Osten und im Norden an die Mindanaosee bzw. der Inselprovinz Camiguin, die vor der nördlichen Küste von Misamis Oriental liegt.
Die Landschaft ist rau und teilweise von Gebirgszügen durchsetzt und zeichnet sich durch eine ebene Küstenregion sowie Flüsse und Täler aus. Das östliche Gebiet besteht aus einer kantigen Hügellandschaft, die wiederum von tiefen Schluchten unterbrochen wird. Die Küstenlinie zieht sich unregelmäßig an der Mindanaosee entlang und formt dabei zahlreiche Buchten, die von abfallendem Tiefland sowie Flusstälern begrenzt werden. Zwischen den großen Schluchten des westlichen Teils steigen abrupt raue Hochlandhügel auf, während sich das küstennahe Tiefland über weite Strecken eben präsentiert und von vielen Strömen durchzogen wird.
Misamis Oriental hat zwei große Buchten: Die Bucht von Macajalar im Zentrum der Provinz bei der Hauptstadt Cagayan de Oro und die Bucht von Gingoog, die ganz im Osten nahe der zweiten Stadt der Provinz Gingoog City liegt.
Die beiden Flüsse Cagayan und Tagoloan münden in der Provinz in die Mindanaosee.
Die Gesamtfläche der Provinz beträgt 3.570 km².

## Demographie und Sprache
Nach der Volkszählung aus dem Jahr 2000 leben in Misamis Oriental 1.126.215 Menschen. Die Provinz besetzt somit die 19. Stelle der einwohnerreichsten Provinzen der Philippinen.
Die Bevölkerungsdichte liegt bei 315 Menschen pro km². Dies bedeutet den 17. Platz in der demographischen Statistik des Inselstaates.
Gesprochen werden verschiedene Sprachen, hauptsächlich Cebuano, Tagalog und Maranao. Daneben sind Hiligaynon, Ilonggo, Wáray-Wáray und Englisch gängige Sprachen in der Provinz.

## Wirtschaft
Die Provinz unterhält verschiedene Industriezweige, vor allem Agrar- und Forstwirtschaft, Stahl-, Metall- und Textilverarbeitung, chemische Industrie sowie Kautschuk- und Lebensmittelherstellung.
Die Waldgebiete sind eine der Hauptressourcen der Provinz. Holzabbau und Landveräußerungen sind wichtige wirtschaftliche Faktoren. Misamis Oriental wird von zahlreichen Flüssen durchzogen, deren Gewässer die Binnenfischerei beliefern. Die Mindanaosee bietet den einheimischen Fangflotten über die Buchten von Macajalar und Gingoog zudem einen direkten Zugang zu ihren reichhaltigen Fischgründen.

## Bedeutende Bildungseinrichtungen
Die Bukidnon State University und die Mindanao State University haben in verschiedenen Orten Außenstellen eingerichtet.

## Verwaltungsgliederung
Misamis Oriental unterteilt sich in 24 Verwaltungsgemeinden und drei Städte. Die Verwaltungsgemeinden wiederum sind in insgesamt 502 Baranggays (Ortsteile) untergliedert.
Die Provinz wird in zwei Kongress-Distrikte plus zwei Distrikte von Cagayan de Oro aufgeteilt.

### Städte
- Cagayan de Oro
- Gingoog
- El Salvador City

### Verwaltungsgemeinden
| - Alubijid - Balingasag - Balingoan - Binuangan - Claveria - Gitagum - Initao - Jasaan - Kinoguitan - Lagonglong - Laguindingan - Libertad | - Lugait - Magsaysay (Linugos) - Manticao - Medina - Naawan - Opol - Salay - Sugbongcogon - Tagoloan - Talisayan - Villanueva |

## Klima
Im östlichen Teil der Provinz, zwischen den Gemeinden Kinoguitan und Magsaysa, herrschen zwischen den Monaten November und Januar ausgesprochen heftige Regenfälle vor. Das restliche Jahr über ist es in der Regel feucht-warm und tropisch.
In den zentralen Gebieten und im westlichen Teil der Provinz ist das Klima zwischen November und April relativ trocken, während sich das restliche Jahr ebenfalls tropisch feucht-warm präsentiert.
Die Provinz liegt außerhalb des Taifungürtels, wird aber von Zeit zu Zeit von heftigen Sturmböen heimgesucht.

## Geschichte
Der Name Misamis ist abgeleitet von dem Wort Misa, dem spanischen Ausdruck für Messe. Als das Christentum auf den Philippinen noch nicht sehr verbreitet war, erklang das Wort Misa immer wieder, wenn Priester durch das Land reisten, um die Konversionen zum christlichen Glauben voranzutreiben. So wurde durch den Ausdruck der spanischen Missionare mit der Zeit zu einer Bezeichnung für die gesamte Gegend.
Andere Quellen sprechen davon, das Wort Misamis leitet sich ab von dem Wort Kuyamis, einer süßen Kokosnussart, welche das Haupterzeugnis der frühen Siedler der Region war. Das Wort Kuyamis veränderte sich nach Ankunft der spanischen Kolonisten mit der Zeit und wurde zu dem heutigen Misamis.
Die ersten Siedler der Region waren Negritos. Jahrhunderte später kamen austronesische Kolonisten und kämpften mit den Ureinwohnern um die Vorherrschaft am Cagayan River und dessen küstennahen Bereichen. Die Kämpfe gingen zu Gunsten der Einheimischen aus.
Im 16. Jahrhundert verbreiteten sich auf dem Großteil der Insel Mindanao die muslimischen Einwanderer und die Einwohner wurden Großteils zum Islam bekehrt.
Um 1818 war Misamis ein Teil von Cebu. Im späten 19. Jahrhundert war die Provinz dann einer der 6 Distrikte von Mindanao und danach, gegen Ende der spanischen Ära, einer der 7 Distrikte von Mindanao und Sulu. Cagayan de Misamis wurde zur Hauptstadt ernannt und ist heute unter dem Namen Cagayan de Oro bekannt.
Mit dem Legislative Act. Nr. 3537 wurde mit Wirkung zum 2. November 1929 die Provinz in zwei neue Provinzen geteilt: Misamis Occidental mit der Hauptstadt Oroquieta City und Misamis Oriental mit der Hauptstadt Cagayan de Oro. Es dauerte jedoch ganze zehn Jahre, bis die Teilung durch den Ergänzungsantrag Nr. 3777 vom 28. November 1939 umgesetzt wurde.

## Sehenswürdigkeiten
- Der Noslek Canoby Walk, ein Wander- und Kletterpfad, der über die Hügel von Claveria führt.
- Die Duka-Bucht bei Medina
- Der Wild Flower Sanctuary Park in Claveria
- Das Agutayan-Riff und das Constancia-Riff
- Die Medina Springs
- Die Sagpulon-Quellen & -Fälle bei San Isidro, Jasaan
- Der Initao-Libertad Protected Landscape/Seascape
- Der Mount Balatukan Range Natural Park

## Persönlichkeiten
- Danilo Lagbas (1952–2008), Politiker, Abgeordneter für Misamis Oriental